# Jo Mommers
Johannes „Jo” Cornelis Mommers (ur. 12 czerwca 1927 w Tilburgu, zm. 13 marca 1989) – piłkarz holenderski grający na pozycji napastnika. W swojej karierze rozegrał 1 mecz w reprezentacji Holandii.

## Kariera klubowa
W swojej karierze piłkarskiej Mommers grał w klubie Willem II Tilburg. W sezonach 1951/1952 i 1954/1955 wywalczył z nim dwa tytuły mistrza Holandii.

## Kariera reprezentacyjna
W reprezentacji Holandii Mommers zadebiutował 16 lipca 1952 w przegranym 1:5 meczu igrzysk olimpijskich w Helsinkach z Brazylią, rozegranym w Turku. Był to jego jedyny mecz w kadrze narodowej.